# Första Korinthierbrevet
Första Korinthierbrevet är en skrift som ingår i Nya Testamentet. Det är skrivet 56–57 i Efesos av Paulus.
Första Korinthierbrevet är det äldsta brevet från Paulus till församlingen i Korinth som finns bevarat. 
Under sin andra missionsresa, 48–52 e.Kr., predikar Paulus i Korinth under ett och ett halvt år (Apg. 18:11). Det är under sin tredje missionsresa, 52–57 e.Kr., som Paulus brevväxlar med församlingen, Paulus använder under denna resa Efesos som bas. Man har anledning att tro att det fanns upp till fem brev, men det är endast två som har bevarats och dessa tillhör den kristna bibelkanon. 
Första Korinthierbrevet ger en inblick i vilka problem som den unga församlingen har och en del lösningar som Paulus ger dem. Första Korinthierbrevet innehåller en av de mest kända bibelpassagerna, nämligen Kärlekens lov (1 Kor. 13). Kärlekens lov läses ofta under bröllop. 
Man kan strukturera brevet utifrån de problemen som Paulus tar upp:
•	Kap. 1–4 Splittringen i församlingen.
•	Kap. 5–6 Omoraliskt beteende.
•	Kap. 7 Äktenskapssynen.
•	Kap. 8–10 Ansvar och frihet i församlingen.
•	Kap. 11 Gudstjänstens ordning.
•	Kap. 12–14 Nådegåvornas användning.
•	Kap. 15 Synen på uppståndelsen.
•	Kap. 16 Personliga hälsningar och insamling till församlingen i Jerusalem.

## Välkända citat
- I debatten om samkönade äktenskap finns i 1 Kor. 6:9 en omdebatterad vers: "Har ni glömt att ingen orättfärdig skall få ärva Guds rike? Låt inte bedra er. Inga otuktiga eller avgudadyrkare eller horkarlar eller män som ligger med andra män,"[1][2][3]
- I 1 Kor. 11:7–12 står det: "En man behöver ju inte ha något på huvudet eftersom han är en avbild och avglans av Gud. Men kvinnan är en avglans av mannen, ty mannen kommer inte från kvinnan utan kvinnan från mannen, och mannen skapades inte för kvinnan utan kvinnan för mannen. Därför måste kvinnan på huvudet bära ett tecken på sin rätt för änglarnas skull. Och ändå: i Herren kan inte kvinnan tänkas utan mannen och inte heller mannen utan kvinnan. Ty liksom kvinnan har kommit från mannen, så blir också mannen till genom kvinnan, och allt kommer från Gud." Detta bibelställe är anledningen till att kvinnor i mer konservativa församlingar bär någon sorts huvudbonad.
- I detta brev finns även de berömda instiftelseorden som läses vid nattvardsfirandet i kyrkor världen över: "Den natten då herren Jesus blev förrådd tog han ett bröd, tackade Gud, bröt det och sade: 'Detta är min kropp som offras för er. Gör detta till minne av mig." Likaså tog han bägaren efter måltiden och sade: "Denna bägare är det nya förbundet genom mitt blod. Var gång ni dricker av den, gör det till minne av mig.'" (1 Kor 11:23–25)
- I det trettonde kapitlet finns "Kärlekens lov" som ofta förekommer i vigslar. Det är där det står om "tro, hopp och kärlek", som är populärt som både smycke och tatuering i form av kors, ankare och hjärta.
- I 1 Kor. 14:34 finns den omtalade versen som säger att kvinnorna skall tiga i församlingen. Detta är en ofta citerad vers bland dem som menar att kvinnor inte skall vara präster. Uttrycket "tala i församlingen" tycks nämligen vara ett uttryck för att predika. De som menar att kvinnor kan vara präster hävdar att detta syftar på gifta kvinnor och att de inte skulle störa under gudstjänsten, då fortsättningen talar om att de ska fråga sina män när de kommit hem.
- I 1 Kor. 15:3ff. finns den tidigaste kristna trosbekännelsen som beskriver att Kristus dog för mänsklighetens synder, uppstod på tredje dagen och därefter visade sig för många lärjungar – långt innan evangelierna skrevs: "Bland det första jag förde vidare till er var detta som jag själv hade tagit emot: att Kristus dog för våra synder i enlighet med skrifterna, att han blev begravd, att han uppstod på tredje dagen i enlighet med skrifterna och att han visade sig för Kefas och sedan för de tolv. Därefter visade han sig för mer än femhundra bröder vid ett och samma tillfälle, de flesta är ännu i livet, men några har avlidit. Därefter visade han sig för Jakob och sedan för alla apostlarna. Allra sist visade han sig också för mig, detta ofullgångna foster."